# Brett Gallant
Brett Gallant, född 28 december 1988, är en kanadensisk professionell ishockeyspelare som tillhör NHL-organisationen Columbus Blue Jackets och spelar för deras primära samarbetspartner Cleveland Monsters i AHL.
Han har tidigare spelat på NHL-nivå för New York Islanders och på lägre nivåer för Lake Erie Monsters, Bridgeport Sound Tigers och Syracuse Crunch i AHL, Elmira Jackals och Reading Royals i ECHL och Saint John Sea Dogs i LHJMQ.
Gallant blev aldrig draftad av någon NHL-organisation.

## Statistik
| 2005–2006    | Summerside Western Capitals | MJAHL        | 9   | 0  | 2  | 2  | 148  | —  | — | — | — | —  |
|              | Saint John Sea Dogs         | LHJMQ        | 26  | 0  | 1  | 1  | 72   | —  | — | — | — | —  |
| 2006–2007    | Saint John Sea Dogs         | LHJMQ        | 48  | 5  | 1  | 6  | 192  | —  | — | — | — | —  |
| 2007–2008    | Saint John Sea Dogs         | LHJMQ        | 57  | 3  | 2  | 5  | 175  | 11 | 1 | 0 | 1 | 15 |
| 2008–2009    | Summerside Western Capitals | MJAHL        | 50  | 24 | 49 | 73 | 235  | —  | — | — | — | —  |
| 2009–2010    | Elmira Jackals              | ECHL         | 38  | 1  | 1  | 2  | 185  | —  | — | — | — | —  |
|              | Syracuse Crunch             | AHL          | 1   | 0  | 0  | 0  | 5    | —  | — | — | — | —  |
| 2010–2011    | Elmira Jackals              | ECHL         | 13  | 0  | 0  | 0  | 80   | —  | — | — | — | —  |
|              | Reading Royals              | ECHL         | 12  | 1  | 2  | 3  | 52   | —  | — | — | — | —  |
|              | Bridgeport Sound Tigers     | AHL          | 17  | 1  | 0  | 1  | 73   | —  | — | — | — | —  |
| 2011–2012    | Bridgeport Sound Tigers     | AHL          | 25  | 2  | 1  | 3  | 80   | —  | — | — | — | —  |
| 2012–2013    | Bridgeport Sound Tigers     | AHL          | 42  | 0  | 0  | 0  | 202  | —  | — | — | — | —  |
| 2013–2014    | New York Islanders          | NHL          | 4   | 0  | 0  | 0  | 17   | —  | — | — | — | —  |
|              | Bridgeport Sound Tigers     | AHL          | 58  | 1  | 1  | 2  | 255  | —  | — | — | — | —  |
| 2014–2015    | Bridgeport Sound Tigers     | AHL          | 45  | 2  | 4  | 6  | 247  | —  | — | — | — | —  |
| 2015–2016    | Lake Erie Monsters          | AHL          | 48  | 0  | 1  | 1  | 151  | 1  | 0 | 1 | 1 | 0  |
| 2016–2017    | Cleveland Monsters          | AHL          | 50  | 3  | 2  | 5  | 128  |    |   |   |   |    |
| 2017–2018    | Cleveland Monsters          | AHL          | 35  | 1  | 1  | 2  | 66   |    |   |   |   |    |
| NHL totalt   | NHL totalt                  | NHL totalt   | 4   | 0  | 0  | 0  | 17   | —  | — | — | — | —  |
| AHL totalt   | AHL totalt                  | AHL totalt   | 321 | 10 | 10 | 20 | 1207 | 1  | 0 | 1 | 1 | 0  |
| ECHL totalt  | ECHL totalt                 | ECHL totalt  | 63  | 2  | 3  | 5  | 317  | —  | — | — | — | —  |
| LHJMQ totalt | LHJMQ totalt                | LHJMQ totalt | 131 | 8  | 4  | 12 | 439  | 11 | 1 | 0 | 1 | 15 |